# 烏尊科爾區
54°08′24″N 65°35′24″E / 54.14000°N 65.59000°E

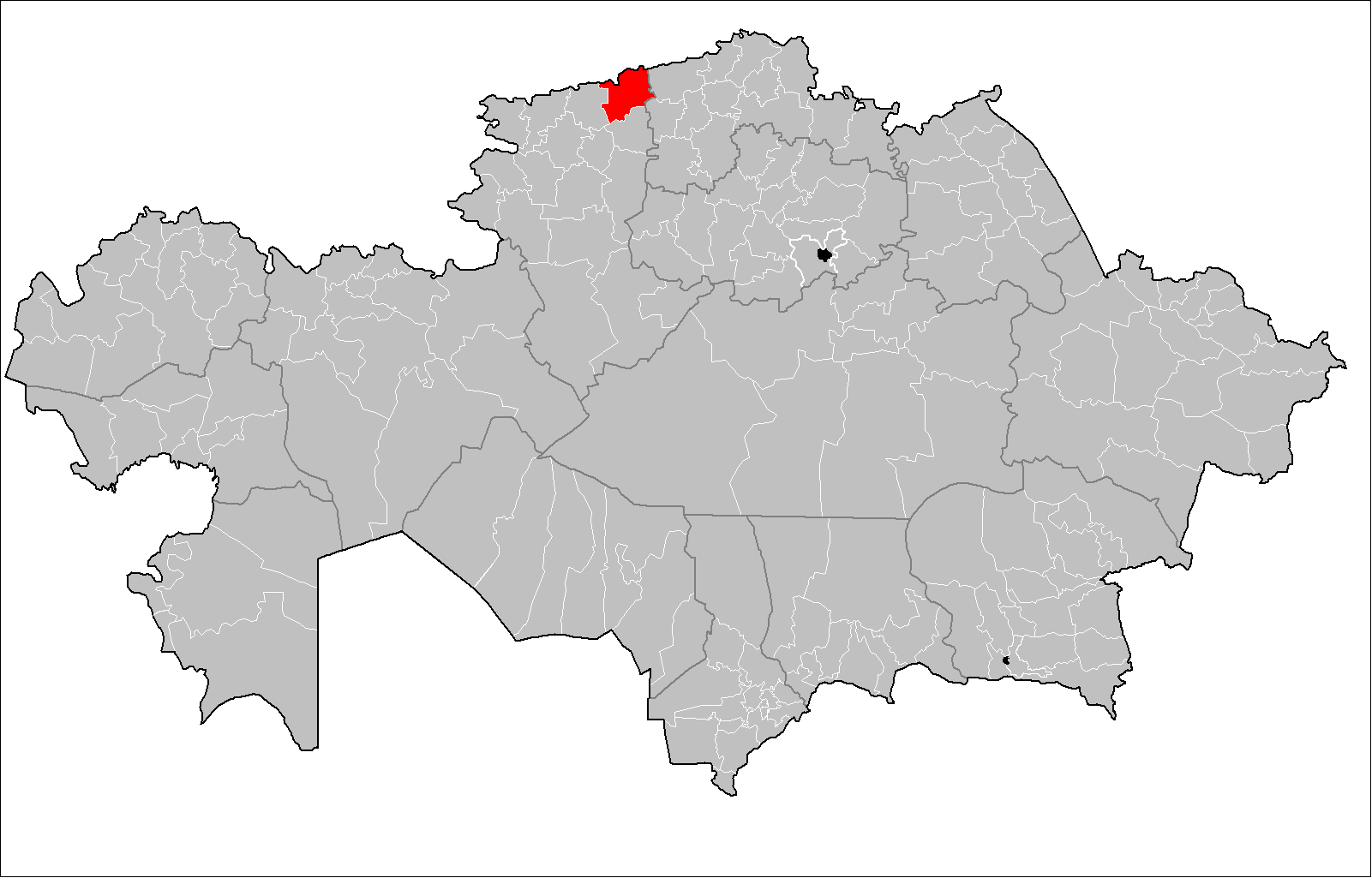

烏尊科爾區是哈薩克斯坦的行政區，位於該國北部，由庫斯塔奈州負責管轄，首府設於烏尊科爾，始建於1939年，面積7,157平方公里，2015年人口23,023。